# Dietmar Bartsch
Dietmar Gerhard Bartsch (Stralsund, 31 de marzo de 1958) es un político alemán que se ha desempeñado como copresidente del grupo parlamentario de Die Linke en el Bundestag desde 2015. Anteriormente, se desempeñó como tesorero federal de Die Linke de 2006 a 2009 y director general federal del partido de 2005 a 2010. Fue un miembro destacado del partido predecesor de Die Linke, el Partido del Socialismo Democrático (PDS), del cual se desempeñó como tesorero de 1991 a 1997 y director ejecutivo federal de 1997 a 2002.
Ha sido miembro del Bundestag desde 2005, y anteriormente lo había sido de 1998 a 2002. En su calidad de colíder parlamentario de Die Linke en el Bundestag, se desempeñó en el cargo junto con Sahra Wagenknecht de 2015 a 2019, y junto a Amira Mohamed Ali desde 2019. Bartsch ha sido co-candidato principal de su partido en las elecciones federales de 2002, 2017 y 2021.